# Nous pouvons !
Nous pouvons! (croate : Možemo!) est un parti politique croate de gauche et écologiste. Il a été formé le 10 février 2019 par des mouvements locaux afin de se présenter aux élections législatives nationales et aux élections européennes.

## Histoire
Le parti est né le 10 février 2019 sous la forme d'un comité d'initiative composé de 26 activistes et politiciens de gauche et écologistes, en amont des élections européennes. La plupart venaient du parti Zagreb est nôtre (en), mais aussi d'autres mouvements locaux et indépendants appartenant au même spectre idéologique,.

### Idéologie
Le parti se définit à sa fondation comme « une nouvelle plate-forme politique progressiste qui vise à rassembler des électeurs allant de la gauche radicale jusqu'à la social-démocratie, en passant par l'écologie. Il vise à réduire les formes de travail précaires, à renforcer la démocratie économique et à favoriser les syndicats, ainsi que les droits légaux des travailleurs en général,. Ses priorités politiques sont d'autre part une amélioration de l'éducation, des politiques de santé et de l'accueil des migrants, l'égalité sociale et de genre et le développement des énergies renouvelables et de l'agriculture durable .

### Élections européennes de 2019
Les partis Mozemo!, Nouvelle Gauche et Développement durable croate ont formé ensemble la Coalition de la gauche verte le 28 mars 2019 pour les élections européennes . Ils ont affirmé leur soutien au Green New Deal prôné par le Mouvement pour la démocratie en Europe (DiEM25), et ont ensuite été soutenus par Yanis Varoufakis,,. La coalition a obtenu 1,79% des suffrages exprimés et n'a remporté aucun siège au Parlement européen,.

### Élections législatives de 2020
La coalition a remporté lors des élections législatives environ 7 % des voix et 7 sièges au parlement dont 4 par des candidats de Mozemo!. Ces sièges ont été occupés par Tomislav Tomašević, Sandra Benčić, Damir Bakić, Vilim Matula, Rada Borić, Katarina Peović et Bojan Glavašević .

### Élections municipales de 2021 à Zagreb
Aux élections municipales de Zagreb de 2021, Mozemo! devient le plus grand parti politique de l'Assemblée municipale en remportant 19 des 47 sièges. Il construit une majorité avec ses partenaires de la Coalition de la gauche verte et Tomislav Tomašević devient maire de la ville le 31 mai,.

### Élections européennes de 2024
En février 2024, en amont des élections européennes, Mozemo intègre le Parti vert européen.